# Danijel Hočevar
Danijel Hočevar, slovenski filmski producent, * 1965, Ljubljana.
Produciral je 30 celovečernih filmov, med njimi:
- Gremo mi po svoje (2010)
- celovečerni filmi Damjana Kozoleta Za vedno (premierno prikazan leta 2008 na filmskem festivalu v Rotterdamu), Delo osvobaja (2005, Grand Prix na filmskem festivalu v Valenciji) in Rezervni deli (2003, premierno prikazan v tekmovalnem programu mednarodnega filmskega festivala v Berlinu)
- celovečerni filmi Metoda Pevca Estrellita – pesem za domov (2007, premierno prikazan na festivalu v Mannheim – Heidelbergu) in domači hit Pod njenim oknom (2003, dobitnik številnih nagrad)
- celovečerni prvenec Jana Cvitkoviča Kruh in mleko (2001, dobitnik nagrade Lev bodočnosti na filmskem festivalu v Benetkah)
- uspešna filma Janeza Burgerja V leru in Ruševine
- prva slovenska celovečerna risanka tandema Čoh in Erič Socializacija bika (1998)

Danijel Hočevar je direktor in producent producentske hiše Vertigo/Emotionfilm. Leta 2001 je bil izbran med »Ten Producers to Watch« prestižnega ameriškega filmskega tednika Variety. Je član Evropske filmske akademije (EFA).
1. ↑  Person Profile // Internet Movie Database — 1990.